# Давай, Диего!
„Давай, Диего!“ (на английски: Go, Diego, Go!) е американско анимационно интерактивно детско телевизионно предаване, което се излъчва по Nickelodeon от 6 септември 2005 г. до 16 септември 2011 г. Създаден и изпълнително продуциран от Крис Клифърд и Валери Уолш Валдес, сериалът е спиноф на „Дора изследователката“ и се разказва за братовчеда на Дора – 8-годишното момче Диего, който спасява животни и да защити природата.

## В България
В България сериалът започва излъчване по Super7 през 2011 г. с войсоувър дублаж. Ролите се озвучават от Димитър Живков, Татяна Етимова, Мина Костова и Кирил Ивайлов.
През 2013 г. сериалът започва излъчване по Никелодеон с нахсинхронен дублаж на български език, записан в студио „Александра Аудио“. Екипът се състои от:
| Пост                   | Име                                                       |
| ---------------------- | --------------------------------------------------------- |
| Изпълнителен продуцент | Васил Новаков                                             |
| Преводач               | Анелия Добрева                                            |
| Озвучаващи артисти     | Сандра Петрова Силвия Петрова Татяна Етимова Мина Костова |
| Музикален режисьор     | Десислава Софранова                                       |
| Тонрежисьор            | Пламен Пенев                                              |
| Режисьор на дублажа    | Симона Нанова                                             |